# 고마쓰 루이
고마쓰 루이(일본어: 小松 塁, 1983년 8월 29일 ~ )는 일본의 전 축구 선수이다.

## 구단 경력
그는 2006년부터 201년까지 J리그의 세레소 오사카, 가와사키 프론탈레, 오이타 트리니타, 기라반츠 기타큐슈에서 활동하였다.